# Action Replay
Action Replay es una marca de una serie de dispositivos creados por Datel, utilizados principalmente para cambiar el comportamiento de videojuegos. En la actualidad, Action Replay está disponible para el Nintendo GameCube, Game Boy Advance, Nintendo 64, PlayStation 2, Xbox, Sega Dreamcast, PlayStation Portable, Wii, y la línea Nintendo DS.

## Método de funcionamiento
Action Replay la cual fue capaz de salvar el estado del sistema en cinta o disco, recuperó todos los operados de manera general en la misma, adjuntando al bus de memoria de la computadora (a través de la ranura de expansión Fox en el Amiga), Todos los accesos a la memoria del procesador podrían ser supervisados. Al mantener un registro de todas las escrituras a los registros de hardware (por ejemplo, el vídeo o el sonido), el Action Replay podía conservar una copia completa de la situación de todos los registros en su memoria interna. Esta situación podría salvarse, junto con el contenido de la memoria RAM del ordenador para después volver a cargarlo. Pulsando un botón en el Action Replay, un interruptor de memoria ROM de la Action Replay, que podía ser utilizado para cargar, guardar y modificar la memoria del ordenador. Incluso era posible alterar registros de la CPU de la pausa de código. Las revisiones posteriores incluyen un completo desensamblador. Algunos desarrolladores utilizan esta característica al escribir sus propios juegos. Hacer trampa era posible mediante la alteración de los valores almacenados en la memoria RAM.
Un mando de la versión de Amiga de la MKIII Action Replay juegos permitidos a ser retrasado, para hacerlos más fáciles. Esto funcionó mediante la interceptación de  verticales en blanco interrumpe y ejecuta un bucle de espera hasta al menos el espacio en blanco vertical siguiente. Esto, sin embargo, tienen la limitación de sólo poder para reducir la velocidad del juego en un 50% a una proporción de 1: x donde x es un número entero mayor que 1.
El Action Replay es un formidable oponente para cualquiera que intente impedir que su código de juego o los gráficos sean robados, también permite guardar una partida para después volver a cargar. Algunos puntos débiles fueron descubiertos en la versión de Amiga. Fue posible detectar cuando la interrupción (a nivel de hardware 7, unmaskable), que utiliza el Action Replay se había disparado, pero solo después de que el programa de supervisión de Action Replay había salido. En el mejor de los programador puede optar por accidente de su programa de forma deliberada, y guarda copias accidente así. Sin embargo, es posible revisión de código que hacía con el programa de supervisión, por lo que incluso eso no era una defensa total. Otra técnica consiste en utilizar el tiempo de la CIA-de-despertador días para detectar cuando más de una cierta cantidad de tiempo ha pasado sin que provocar una interrupción, lo que implica que el programa de supervisión de Action Replay se estaba ejecutando. Las revisiones posteriores de la Action Replay defendió en contra de esta, restableciendo el momento de la CIA reloj de día. Tal vez el único método invencible de frustrar la AR es utilizar un solo tiempo co programa de procesador de alterar registros de hardware. La AR es incapaz de controlar escribe por el co-procesador, pero se puede leer el programa de co-procesador para determinar lo que escribe que hace. Mediante el uso de un programa de una hora de crear los registros de hardware, a continuación, cambiar el programa a que hace caso omiso de ellos se hace imposible para la AR a conocer el verdadero estado de los registros (que se escribe solamente). Usando esta técnica, el programador podría blanco o corruptos de la pantalla del monitor a la salida de AR. Sin embargo, otro método de confundir la AR gráficos Ripper es fijar un poco de encaje en una imagen de baja resolución, por lo confuso de la AR que rasga el código que creo que es tratar con gráficos de alta resolución, y que en consecuencia de forma incorrecta "ripear" la imagen.
Posteriormente Acción repeticiones que sólo se admiten códigos de trucos y no tenía programa de monitorización, control de trabajo de acceso a la memoria de ciertos factores desencadenantes o sobrescribir ciertas direcciones de memoria en momentos concretos (por ejemplo una vez por trama, o en un contador de tiempo). En sistemas como el de Dreamcast, esto incluso puede hacerse totalmente en el software.
Algunos sistemas de consola de exigir a todos los medios de arranque para contener código criptográficamente firmado, o exigir a los discos fabricados especialmente como una forma de protección contra copia. Como acción de los sistemas de Replay rara vez se concedió una licencia oficial, Datel ha de encontrar maneras de resolver estas cuestiones. A veces la presencia de hardware especial, es suficiente, pero en los sistemas que utilizan software sólo la acción Repeticiones parece que Datel encontrado otras maneras de hacer su trabajo de código. La versión PS2 del Action Replay utilizan discos de fabricación especial, con la parte central del disco que contiene la información de protección contra copia corte de los juegos con licencia oficial (probablemente comprado a granel de alguna manera, tal vez la quiebra de valores) y pegado a la mitad del disco de Action Replay .

## Las características típicas
General:
- Vidas infinitas, municiones, salud, tiempo, dinero, etc
- Invulnerabilidad, Power-ups permanentes, sin detección de colisiones, caminar por las paredes, mata con un solo golpe, super-saltos, etcétera, obtener cualquier elemento en el juego, incluso los que normalmente no se pueden obtener (por ejemplo, depuración o los artículos suprimidos).
- El acceso o deformar a cualquier nivel, incluso los que normalmente no son accesibles (por ejemplo, los niveles de prueba).
- Activar los menús de depuración, normalmente utilizado por los programadores cuando se realizan las pruebas y la depuración de un juego. Por lo general las opciones incluyen trampas, deformación de un nivel y visualización de datos de los juegos internos que normalmente no son visibles por el jugador.
- Descargar, cargar, importación y exportación para guardar los juegos de Internet o dispositivo de almacenamiento.
- Guardar el estado, o la partida del juego en el disco, por lo que se puede reiniciar desde el punto de que incluso si el juego no es compatible con el guardado.
- Opera en cualquier región.
- Salto de protección de copia para la carga de copias / copias de seguridad en CDR / grabador de DVD o disco duro, o con software homebrew.

## Críticas
Datel, el fabricante de Action Replay, ha recibido varias críticas desde el mundo de los juegos más de sus productos. Una de las quejas más populares es la llamada "obsolescencia planificada" en donde los códigos para un juego recién publicado requiere la versión más reciente de la trampa de software.
Datel a partir de julio del 2009 ha cifrado los códigos en el Action Replay para PS2, GC y GBA, lo que fue la intención de detener a los piratas de la traducción de sus códigos para su uso en otros dispositivos de engaño, pero evita que los usuarios hagan sus propios códigos para sus juegos. También impide la creación de códigos utilizando una plantilla. Hay, sin embargo, un programa llamado 'GCNCrypt "que codifica y descifra los códigos de Action Replay para el Nintendo GameCube, hacer modificaciones y la piratería de los códigos se es posible. Los trucos implican normalmente una dirección de memoria, un valor y, a veces un disparador que dice cuando el código se activa (siempre, al comienzo, después de pulsar un botón determinado), debido a esto, para algunos juegos es posible crear una plantilla de código y obtener cientos de códigos mediante la modificación de los valores. Por ejemplo, en un juego de rol, se puede utilizar una plantilla de código y una tabla de valores para crear un código que le dará carácter, cualquier pieza de equipo en el juego. Mediante el cifrado de los códigos, no es posible utilizar como una plantilla, y cualquier código debe ser creado y distribuido por Datel, debido a la gran cantidad de códigos que se pueden crear de esta manera, no es plausible de Datel para liberar una lista de los códigos con esta versatilidad. Un nuevo Action Replay para DS, que permite a los códigos de trucos (la repetición de Acción anterior sólo logró partidas guardadas), utiliza los códigos de cifrado, y tiene un conjunto de herramientas de capacitación disponibles que permite a los usuarios crear sus propios códigos.
A veces, los códigos de determinados juegos en la GameCube (generalmente, los desarrollados por Nintendo) hacen imposible avanzar en el juego cuando se activan (por ejemplo, Pikmin y Star Fox Adventures). Otras veces, el juego se congela en la parte inicial al activar ciertos códigos (por ejemplo, si se activan los códigos en la parte inicial de Super Mario Sunshine y Metroid Prime, el juego se congela, y hay que apagar la consola). Además, en los juegos de tercera generación de Pokémon, utilizar el código de "victoria instantánea" (en los combates), produce un error en el que al entrar en otro combate (ya sea con otro entrenador o con un Pokémon salvaje) en el lugar del Pokémon oponente se muestra un gráfico con el símbolo "?". Este error puede llegar a dañar la partida por completo. De la misma manera, puede llevar a otro error en el cual uno de los Pokémon del equipo se convierte en un huevo, recibiendo el nombre de "huevo malo", que hay que eliminar de forma adecuada, de lo contrario también puede acabar dañando por completo la partida. Normalmente, al consultar la lista de códigos en la página web de Datel o en otras páginas, suele haber una advertencia junto a los códigos que pueden producir estos errores.
La versión de PS2 de Action Replay ocasionalmente corrompe las tarjetas de memoria al generar en ellas archivos corruptos que el sistema no es capaz de eliminar (por lo general, los datos del juego en el que se han utilizado códigos se corrompen por completo). Sin embargo, el Action Replay puede corregir el formato de la tarjeta de memoria, pero los datos dañados no se pueden restaurar.
En algunos juegos, hay códigos que permiten el acceso a las características del juego que normalmente no están disponibles para los jugadores. Un ejemplo notorio es el modo "Hot Coffee" de Grand Theft Auto: San Andreas, que permitía a los usuarios acceder a una simulación de sexo adulto (que fue descartada antes de la salida del juego), ya que el código no fue eliminado de los datos del juego. Rockstar Games , los creadores del juego, fueron objeto de fuertes críticas por lanzar el juego con el código en él, a pesar de que normalmente no se puede acceder a él.
Hacer trampa en los juegos en línea también es generalmente mal visto, con las compañías de juego haciendo esfuerzos para prevenir y detectar. Sin embargo, con un Action Replay es posible hacer trampa sin ser detectado, o en un juego para el que normalmente no hay forma de hacer trampa. Algunos ejemplos son Phantasy Star Online para la Dreamcast, en la que era posible la fabricación de artículos usando un Action Replay en el modo fuera de línea, y luego llevarlas hacia el modo en línea que pasen inadvertidos. No había manera de determinar si el tema había sido fabricado o legítimamente ganado. Por supuesto, también es posible que el Action Replay para desactive el anti-código de trampa o impedir cualquier otro modo de detección, sin embargo, desde que en las versiones más modernas sólo se permiten  los códigos creados por Datel y que hasta ahora no han tomado esta ruta, no hay tal hack para los sistemas de generación actual.

## Versiones para equipos
- Commodore 64
  - Action Replay
  - Action Replay II
  - Action Replay III
  - Action Replay IV (1988)
  - Action Replay V (1989)
  - Action Replay VI
- Commodore Amiga
  - Action Replay (carrito A500 / A2000 tarjeta de la CPU)
  - Action Replay (tarjeta A1200)
  - Action Replay Mk II (carro A500 / A2000 tarjeta de la CPU)
  - Action Replay Mk III (carrito A500 / A2000 tarjeta de la CPU) (1991)
- PC
  - Action Replay para PC (tarjetas ISA) (1994)

## Versiones para consolas de videojuegos

### Era de 8-bits tardía
- Nintendo Entertainment System
  - Pro Action Replay
- Sega Master System
  - Pro Action Replay
- Star System Disk
  - Pro Action Replay

### Era de 16 bits
- Sega Mega Drive / Sega Genesis
  - Action Replay
  - Pro Action Replay
  - Pro Action Replay 2
  - Pro CDX (Action Replay) para el Mega-CD
- Super Nintendo Entertainment System
  - Pro Action Replay
  - Pro Action Replay MK2
  - Pro Action Replay MK3

### Era de 32/64 bits
- Sega Saturn
  - Pro Action Replay (también disponible con 4M de RAM de expansión)
- PlayStation
  - Action Replay (1995)
  - Pro Action Replay (1996)
  - Action Replay CDX (1997)
  - Ecualizador
  - Ecualizador CDX
  - Ecualizador Xtreme
- Nintendo 64
  - Action Replay
  - Action Replay Profesional (1999)
  - Ecualizador

### Sexta generación
- Dreamcast
  - Action Replay CDX (2000)
  - Ecualizador Xtreme
- PlayStation 2
  - Action Replay 2 (2000)
  - Action Replay 2 V2 (2001)
  - Action Replay MAX (2003)
  - Action Replay Max Evo (2004)
- Xbox
  - Action Replay (2002)
  - Action Replay MAX
- Nintendo GameCube
  - Action Replay (2003)
  - Action Replay MAX Evo (200X)
  - Action Replay (2006, trabaja en Wii)

### Séptima generación
- Wii
  - Action Replay Powersaves (2007)
- Xbox 360
  - Action Replay MAX Powersaves (2009)

## Versiones para las consolas portátiles
- Sega Game Gear
  - Action Replay 1GB (octubre de 2008)
- Línea Nintendo DS
  - Action Replay Max DSi (12 de octubre de 2009)
- Línea Nintendo 3DS
  - Action Replay Power Save